# Sisyrinchium pearcei
Sisyrinchium pearcei là một loài thực vật có hoa trong họ Diên vĩ. Loài này được Phil. miêu tả khoa học đầu tiên năm 1864.